# Donald J. Kessler
Donald J. Kessler (1940) è un astrofisico statunitense, noto per le sue ricerche sui detriti spaziali.

## Biografia
Kessler crebbe in Texas. Prestò servizio militare presso l'Air Defense Command. Dal 1962 frequentò l'Università di Houston, studiando fisica. Prima di completare gli studi universitari, fu assunto dalla NASA, venendo anche impiegato come controllore di volo durante il progetto Skylab, lanciato nel 1973.
Assegnato all'ufficio per lo studio degli effetti e delle conseguenze sull'ambiente dei progetti spaziali (Environmental Effects Project Office) del Johnson Space Center a Houston, iniziò a studiare il problema dei detriti spaziali. Sviluppò in questo periodo lo scenario che è stato in seguito definito sindrome di Kessler.
Qualora la probabilità di collisione tra oggetti artificiali nello spazio circumterrestre divenisse relativamente elevata, in conseguenza del progressivo incremento della loro densità di numero, potrebbe attivarsi un effetto a cascata che porterebbe ad un incremento esponenziale del numero dei detriti spaziali, autoalimentando il processo. Si verrebbe così a creare una fascia di detriti in orbita attorno alla Terra, che potrebbe ostacolare o impedire successive attività spaziali. Kessler pubblicò la sua intuizione nel 1978, in un lavoro intitolato Collision Frequency of Artificial Satellites: The Creation of a Debris Belt. L'articolo portò all'affermazione della fama di Kessler, che fu successivamente incaricato dalla NASA di dirigere l'ufficio preposto a studiare il problema dei detriti spaziali e a sviluppare delle indicazioni tecniche per rallentare il loro accumulo nello spazio.
Kessler è andato in pensione nel 1996, rimanendo attivo nel campo di studi cui tanto ha contribuito durante gli anni alla NASA.

## Onorificenze
Per i suoi studi pionieristici sui detriti spaziali, Kessler ha ricevuto diversi premi, tra i quali:
- il premio Losey Atmospheric Sciences (2000) assegnato dall'American Institute of Aeronautics and Astronautics (AIAA);[5]
- il premio Jerome Lederer Space Safety Pioneer (2008) assegnato dall'International Association for the Advancement of Space Safety (IAASS);[6]
- il premio Dirk Brouwer (2010) assegnato dall'American Astronautical Society (AAS).[7]

Inoltre, l'asteroide 11267 Donaldkessler, appartenente alla fascia principale e scoperto dall'astronomo statunitense Schelte Bus nel 1981 dall'osservatorio di Monte Palomar, è stato così nominato in suo onore nell'aprile del 2017.